# 一月会议
一月会议是1949年1月6日至8日期間，中共中央在西柏坡召开的一次政治局扩大会议。参加会议的有刘少奇、朱德、周恩来、毛泽东、任弼時、董必武、林伯渠、罗荣桓、饶漱石、刘伯承、陈毅、薄一波、王明、高岗、陆定一、廖承志、邓颖超、陈伯达、李维汉、杨尚昆、李克农、李涛、傅钟、馮文彬、杨立三、安子文、胡乔木。毛泽东在会上作形势与任务的报告，会议讨论并通过了《目前形势和党在一九四九年的任务》，指出中共已经完全有把握地在全国范围内战胜国民党，而且必須须将革命进行到底，而且1949年必须召集没有反动派代表参加的政治协商会议，宣告中华人民民主共和国的成立，组成中央政府，并通过共同纲领。